# Seznam španskih boksarjev
Seznam španskih boksarjev.

## C
- Pedro Carrasco (1943–2001)
- Javier Castillejo